# Alpine A525
L'Alpine A525 è una monoposto di Formula 1, costruita dalla scuderia francese Alpine per gareggiare nel campionato mondiale di Formula 1 2025.
La vettura è stata presentata il 24 febbraio 2025.

## Livrea
La livrea della A525 presenta delle differenze rispetto alla A524. L'esposizione del carbonio è meno accesa, quindi la livrea è prevalentemente blu. Come conseguenza si ha una diminuzione dell'area non verniciata, con il rosa nella zona delle pance e delle ali.

## Scheda tecnica
| Caratteristiche tecniche - Alpine A525                                                                   | Caratteristiche tecniche - Alpine A525                                                                   | Caratteristiche tecniche - Alpine A525                                                                   | Caratteristiche tecniche - Alpine A525                                                          | Caratteristiche tecniche - Alpine A525                                                          | Caratteristiche tecniche - Alpine A525                                                          |
| Configurazione                                                                                           | Configurazione                                                                                           | Configurazione                                                                                           | Configurazione                                                                                  | Configurazione                                                                                  | Configurazione                                                                                  |
| --- | --- | --- | ----------------------------------------------------------------------------------------------- | ----------------------------------------------------------------------------------------------- | ----------------------------------------------------------------------------------------------- |
| Carrozzeria: monoposto                                                                                   | Carrozzeria: monoposto                                                                                   | Posizione motore: posteriore                                                                             | Posizione motore: posteriore                                                                    | Trazione: posteriore                                                                            | Trazione: posteriore                                                                            |
| Dimensioni e pesi                                                                                        | | |                                                                                                 |                                                                                                 |                                                                                                 |
| Ingombri (lungh.×largh.×alt. in mm): >5500 mm × 2000 mm × 900                                            | Ingombri (lungh.×largh.×alt. in mm): >5500 mm × 2000 mm × 900                                            | Ingombri (lungh.×largh.×alt. in mm): >5500 mm × 2000 mm × 900                                            | Ingombri (lungh.×largh.×alt. in mm): >5500 mm × 2000 mm × 900                                   | Diametro minimo sterzata:                                                                       | Diametro minimo sterzata:                                                                       |
| Posti totali: 1                                                                                          | Posti totali: 1                                                                                          | Bagagliaio: assente                                                                                      | Bagagliaio: assente                                                                             | Serbatoio: 110 kg                                                                               | Serbatoio: 110 kg                                                                               |
| Masse | a vuoto: 798 kg                                                                                          | a vuoto: 798 kg                                                                                          | a vuoto: 798 kg                                                                                 | a vuoto: 798 kg                                                                                 | a vuoto: 798 kg                                                                                 |
| Meccanica                                                                                                | | |                                                                                                 |                                                                                                 |                                                                                                 |
| Tipo motore: Renault E-Tech RE25, 1.6 V6 turbo ibrido con bancate di 90°                                 | Tipo motore: Renault E-Tech RE25, 1.6 V6 turbo ibrido con bancate di 90°                                 | Tipo motore: Renault E-Tech RE25, 1.6 V6 turbo ibrido con bancate di 90°                                 | Cilindrata: 1600 cm³                                                                            | Cilindrata: 1600 cm³                                                                            | Cilindrata: 1600 cm³                                                                            |
| Distribuzione: bialbero con 4 valvole per cilindro per un totale di 24 comandate da punterie pneumatiche | Distribuzione: bialbero con 4 valvole per cilindro per un totale di 24 comandate da punterie pneumatiche | Distribuzione: bialbero con 4 valvole per cilindro per un totale di 24 comandate da punterie pneumatiche | Alimentazione: 500 bar-diretta (1 iniettore per cilindro)                                       | Alimentazione: 500 bar-diretta (1 iniettore per cilindro)                                       | Alimentazione: 500 bar-diretta (1 iniettore per cilindro)                                       |
| Prestazioni motore                                                                                       | Potenza: 950+ hp                                                                                         | Potenza: 950+ hp                                                                                         | Potenza: 950+ hp                                                                                | Potenza: 950+ hp                                                                                | Potenza: 950+ hp                                                                                |
| Accensione: Renault elettronica                                                                          | Accensione: Renault elettronica                                                                          | Accensione: Renault elettronica                                                                          | Impianto elettrico: Renault                                                                     | Impianto elettrico: Renault                                                                     | Impianto elettrico: Renault                                                                     |
| Frizione: doppia multidisco a comando elettroidraulico                                                   | Frizione: doppia multidisco a comando elettroidraulico                                                   | Frizione: doppia multidisco a comando elettroidraulico                                                   | Cambio: longitudinale sequenziale Renault a 8 marce + RM con comando elettronico semiautomatico | Cambio: longitudinale sequenziale Renault a 8 marce + RM con comando elettronico semiautomatico | Cambio: longitudinale sequenziale Renault a 8 marce + RM con comando elettronico semiautomatico |
| Telaio                                                                                                   | | |                                                                                                 |                                                                                                 |                                                                                                 |
| Corpo vettura                                                                                            | in materiale composito a nido d'ape con fibra di carbonio                                                | in materiale composito a nido d'ape con fibra di carbonio                                                | in materiale composito a nido d'ape con fibra di carbonio                                       | in materiale composito a nido d'ape con fibra di carbonio                                       | in materiale composito a nido d'ape con fibra di carbonio                                       |
| Sterzo                                                                                                   | a cremagliera servoassistito                                                                             | a cremagliera servoassistito                                                                             | a cremagliera servoassistito                                                                    | a cremagliera servoassistito                                                                    | a cremagliera servoassistito                                                                    |
| Sospensioni                                                                                              | anteriori: push-rod / posteriori: push rod                                                               | anteriori: push-rod / posteriori: push rod                                                               | anteriori: push-rod / posteriori: push rod                                                      | anteriori: push-rod / posteriori: push rod                                                      | anteriori: push-rod / posteriori: push rod                                                      |
| Freni | anteriori: Freni a disco / posteriori: Freni a disco                                                     | anteriori: Freni a disco / posteriori: Freni a disco                                                     | anteriori: Freni a disco / posteriori: Freni a disco                                            | anteriori: Freni a disco / posteriori: Freni a disco                                            | anteriori: Freni a disco / posteriori: Freni a disco                                            |
| Pneumatici                                                                                               | Pirelli / Cerchi: BBS da 18 in                                                                           | Pirelli / Cerchi: BBS da 18 in                                                                           | Pirelli / Cerchi: BBS da 18 in                                                                  | Pirelli / Cerchi: BBS da 18 in                                                                  | Pirelli / Cerchi: BBS da 18 in                                                                  |
| Altro | | |                                                                                                 |                                                                                                 |                                                                                                 |
| Energia batteria (a giro) 4 MJ                                                                           | Sistema ERS                                                                                              | Sistema ERS                                                                                              | Sistema ERS                                                                                     | Sistema ERS                                                                                     | Sistema ERS                                                                                     |
| Potenza MGU-K: 120 kW                                                                                    | Giri max MGU-K: 50 000 giri/min Giri max MGU-H: 125 000 giri/min                                         | Giri max MGU-K: 50 000 giri/min Giri max MGU-H: 125 000 giri/min                                         | Giri max MGU-K: 50 000 giri/min Giri max MGU-H: 125 000 giri/min                                | Giri max MGU-K: 50 000 giri/min Giri max MGU-H: 125 000 giri/min                                | Giri max MGU-K: 50 000 giri/min Giri max MGU-H: 125 000 giri/min                                |
| Fonte dei dati: Alpine-Renault F1 Team                                                                   | | |                                                                                                 |                                                                                                 |                                                                                                 |

## Carriera agonistica

### Stagione
La scuderia conferma il duo Gasly-Doohan che ha chiuso la stagione precedente.
Il team si ritrova in uno stato di difficoltà dovuto ad una complicata organizzazione societaria, questi problemi hanno ripercussioni sul team principal Oliver Oakes che si dimette dopo il Gp di Miami. Per quanto riguarda i piloti Doohan non riesce ad adattarsi alla macchina venendo appiedato prima del Gran Premio dell'Emilia-Romagna per fare posto al pilota di riserva Franco Colapinto. Mentre Gasly riesce ad accumulare 11 punti frutto di un settimo posto in Bahrein, un ottavo in Sprint a Miami ed un ottavo in Spagna, che portano momentaneamente il team francese ad occupare l'ultimo posto nella classifica costruttori.
Dopo due appuntamenti privi di piazzamenti di rilievo è ancora Gasly che porta ulteriori punti al team con un sesto posto in Gran Bretagna sfruttando anche le condizioni meteo mutevoli della pista. Il francese si ripete in Belgio, cogliendo il decimo posto.

## Piloti
| Piloti ufficiali     | Piloti ufficiali | Piloti ufficiali |
| Nazione              | Nome             | Numero           |
| -------------------- | ---------------- | ---------------- |
| Francia (bandiera)   | Pierre Gasly     | 10               |
| Australia (bandiera) | Jack Doohan      | 7                |
| Argentina (bandiera) | Franco Colapinto | 43               |
| Piloti di riserva    |                  |                  |
| Nazione              | Nome             | Numero           |
| Argentina (bandiera) | Franco Colapinto | 45               |
| Australia (bandiera) | Jack Doohan      | 7                |
| Giappone (bandiera)  | Ryō Hirakawa     | 62               |
| Estonia (bandiera)   | Paul Aron        |                  |
| India (bandiera)     | Kush Maini       |                  |

## Risultati in Formula 1
| Anno | Team   | Motore  | Gomme | Piloti    |     |    |    |    |     |     |    |     |    |    |    |    |    |    |  |  |  |  |  |  |  |  |  |  | Punti | Pos. |
| ---- | ------ | ------- | ----- | --------- | --- | -- | -- | -- | --- | --- | -- | --- | -- | -- | -- | -- | -- | -- |  |  |  |  |  |  |  |  |  |  | ----- | ---- |
| 2025 | Alpine | Renault | P     | Gasly     | 11  | SQ | 13 | 7  | Rit | 138 | 13 | Rit | 8  | 15 | 13 | 6  | 10 | 19 |  |  |  |  |  |  |  |  |  |  | 20    | 10º  |
| 2025 | Alpine | Renault | P     | Doohan    | Rit | 13 | 15 | 14 | 17  | Rit |    |     |    |    |    |    |    |    |  |  |  |  |  |  |  |  |  |  | 20    | 10º  |
| 2025 | Alpine | Renault | P     | Colapinto |     |    |    |    |     |     | 16 | 13  | 15 | 13 | 15 | NP | 19 | 18 |  |  |  |  |  |  |  |  |  |  | 20    | 10º  |

| Legenda | 1º posto     | 2º posto | 3º posto    | A punti         | Senza punti/Non class.  | Grassetto – Pole position Corsivo – Giro più veloce Apice – Risultato Sprint (A punti) |
| Legenda | Squalificato | Ritirato | Non partito | Non qualificato | Solo prove/Terzo pilota | Grassetto – Pole position Corsivo – Giro più veloce Apice – Risultato Sprint (A punti) |